# Ana López Jiménez
Ana María López Jiménez (Albacete, 25 de octubre de 1961) es catedrática del área de Metodología de las Ciencias del Comportamiento en la Universidad de Sevilla y Vicerrectora de Servicios Sociales, Campus Saludable, Igualdad y Cooperación en la misma universidad desde 2016 hasta 2025. 

## Biografía
Inició su trayectoria académica en la Universidad de Sevilla en 1988 como profesora de Psicología (área de Metodología de las Ciencias del Comportamiento), impartiendo docencia de grado, posgrado y doctorado. Es licenciada en Psicología y Doctora por la Universidad de Sevilla, donde defendió su tesis doctoral, titulada “Aproximación Cualitativa a la Dinámica no Lineal. Aplicaciones al Análisis de Series Temporales: un Estudio de Simulación” (1998), obteniendo el premio extraordinario de doctorado.
Ha desarrollado una extensa carrera docente con la impartición de más de 20 asignaturas en distintos programas académicos (incluyendo licenciatura, grado y másteres oficiales) y ha sido reconocida con cinco quinquenios de docencia, además de la evaluación positiva de su labor docente y un Premio a la Excelencia Docente.

## Trayectoria en investigación y gestión
Su labor investigadora comenzó en el grupo «Modelos Formales para la Contrastación de Hipótesis (HUM-465)», donde desarrolló una línea de trabajo constante en el análisis multivariante de datos, la psicometría y los modelos de ecuaciones estructurales, con especial atención a los procesos de moderación y mediación. Asimismo, ha realizado aportaciones pioneras en la aplicación de la teoría de las series temporales desde la perspectiva de los sistemas dinámicos no lineales, con repercusiones en ámbitos como la psicobiología, la psicología clínica o la neurodinámica.
En su tesis doctoral profundizó en la teoría de los sistemas dinámicos y su aplicación al análisis de series de tiempo, planteando los requisitos de diseño de investigación para evaluar características no lineales subyacentes a las series temporales. La difusión de sus resultados la llevó a colaborar con la Society for Chaos Theory in Psychology & Life Sciences y con el grupo de Neurodinámica y Psicología Clínica de la Universidad de las Islas Baleares, abordando estudios sobre fobias (especialmente el miedo a volar) y la dinámica de la ansiedad.
En 2007, se desempeñó como visiting scholar en el proyecto Dynamics of Dyadic Interactions, adscrito al grupo Dynamics in Psychological Science de la Universidad de California, Davis donde investigó las relaciones afectivas en pareja analizando correlaciones entre señales EEG y datos conductuales, dentro del marco de la dinámica no lineal. 
A lo largo de su carrera ha publicado más de 70 trabajos (muchos de ellos en revistas de primer y segundo tercil de impacto) y ha dirigido nueve tesis doctorales. Actualmente forma parte del grupo de investigación «Mujeres, Bienestar y Ciudadanía (SEJ066)», desde el cual impulsa proyectos para intervenir en el ámbito judicial y reducir las renuncias de mujeres a continuar el procedimiento judicial por violencia de género, así como iniciativas para prevenir la violencia de género en la adolescencia a través del ejercicio físico y el deporte. Desde una perspectiva interseccional, también investiga las dificultades de las mujeres con discapacidad en la comunidad universitaria, donde confluyen la discriminación por razón de género y discapacidad.

### Cargos de gestión universitaria
Desde 2012 forma parte del Consejo de Dirección de la Universidad de Sevilla y es miembro del Claustro Universitario (representando al sector A de la Facultad de Psicología desde 2002). Ha sido integrante de diversas comisiones, entre otras:
- Comisión de Proyectos Normativos (2009-2012).
- Comisión de Garantía de Calidad.
- Comisión General de Bibliotecas.
- Comisión Académica del Consejo de Gobierno.
- Comisión Permanente del Consejo de Gobierno.
- Comisión General de Becas (desde 2012).
- Comisión de Igualdad de la Universidad de Sevilla (desde 2013).

Asimismo, en la Facultad de Psicología ha integrado la Junta de Facultad desde 1998 y la Comisión Asesora de Investigación e Infraestructura. Ha participado también en la Comisión de Seguimiento y Garantías del Plan de Calidad del Grado en Psicología, así como en las comisiones de garantía y calidad de varios másteres oficiales.

### Vicerrectora de la Universidad de Sevilla
Tras un primer periodo como directora del Centro de Servicios Sociales y Comunitarios de la Universidad de Sevilla (desde el 19 de febrero de 2012) en el equipo de gobierno del Rector Antonio Ramírez de Arellano, tomó posesión como Vicerrectora de Servicios Sociales y Comunitarios el 8 de febrero de 2016, renovando como Vicerrectora de Servicios Sociales, Campus Saludable, Igualdad y Cooperación el 22 de enero de 2021, dentro del equipo de gobierno de la Universidad de Sevilla encabezado por el Rector Miguel Ángel Castro Arroyo. Sus funciones incluyen la gestión de servicios asistenciales a la comunidad universitaria (especialmente a personas con necesidades especiales), el fomento del voluntariado, la planificación de programas específicos en sus áreas de competencia y la coordinación de políticas de igualdad y prevención de riesgos laborales, así como la cooperación al desarrollo.

## Publicaciones y reconocimientos
Su actividad investigadora se refleja en diversas publicaciones científicas y proyectos de investigación. Cuenta con perfiles en bases de datos y sistemas de indexación como:
- ORCID
- Web of Science
- Dialnet

Ha sido reconocida con distintos galardones, entre ellos el premio «Profesionalidad y Compromiso 2013», donde ofreció un discurso en representación de la Universidad de Sevilla.